# Coletta Bürling
Coletta Bürling (* 1948 in Düsseldorf) ist eine deutsche literarische Übersetzerin.

## Leben
Coletta Bürling schloss ein Studium der Skandinavistik 1981 an der Universität Münster mit der Promotion ab. Bis zur Schließung der Institution im Jahre 1998 leitete sie das Goethe-Institut in Reykjavík. Sie lebt heute als Übersetzerin isländischer Gegenwartsautoren ins Deutsche sowie als Reiseleiterin im isländischen Selfoss.

## Werke
- Die direkte Rede als Mittel der Personengestaltung in der Íslendingasögur, Frankfurt am Main [u. a.] 1983

## Übersetzungen
- Aevar Örn Jósepsson: Blutberg, München 2009
- Aevar Örn Jósepsson: Verheißung, München 2012v
- Aevar Örn Jósepsson: Wer ohne Sünde ist, München 2011
- Arnaldur Indriðason: Abgründe, Bergisch Gladbach 2011
- Arnaldur Indriðason: Codex regius, Bergisch Gladbach 2008
- Arnaldur Indriðason: Duell, Köln 2014
- Arnaldur Indriðason: Eiseskälte, Köln 2012
- Arnaldur Indriðason: Engelsstimme, Bergisch Gladbach 2004
- Arnaldur Indriðason: Frevelopfer, Bergisch Gladbach 2010
- Arnaldur Indriðason: Frostnacht, Bergisch Gladbach 2007
- Arnaldur Indriðason: Gletschergrab, Bergisch Gladbach 2005
- Arnaldur Indriðason: Kälteschlaf, Bergisch Gladbach 2009
- Arnaldur Indriðason: Kältezone, Bergisch Gladbach 2005
- Arnaldur Indriðason: Menschensöhne, Bergisch Gladbach 2005
- Arnaldur Indriðason: Nordermoor, Bergisch Gladbach 2003
- Arnaldur Indriðason: Todeshauch, Bergisch Gladbach 2004
- Arnaldur Indriðason: Todesrosen, Bergisch Gladbach 2008
- Arnaldur Indriðason: Tödliche Intrige, Bergisch Gladbach 2005
- Dís Sigurðardóttir: Männer gibt’s wie Fisch im Meer, Bergisch Gladbach 2003 (übersetzt zusammen mit Betty Wahl)
- Guðrún Tryggvadóttir: Fabelwesen aus isländischen Sagen, Reykjavík 2002
- Hjörleifur Guttormsson: Nationalpark Vatnajökull, Reykjavík 2011
- Ingi Gunnar Jóhannsson: Highlights of Iceland, Reykjavík 2005
- Jóhann Óli Hilmarsson: Isländischer Vogelführer, Reykjavík 2011
- Jón R. Hjálmarsson: Schauplätze isländischer Volkssagen, Reykjavík 2011
- Kristín Marja Baldursdóttir: Die Eismalerin, Frankfurt am Main 2006
- Kristín Marja Baldursdóttir: Die Farben der Insel, Frankfurt am Main 2009
- Kristín Marja Baldursdóttir: Hinter fremden Türen, Frankfurt am Main 2004
- Kristín Marja Baldursdóttir: Kühl graut der Morgen, Frankfurt am Main 2002
- Kristín Marja Baldursdóttir: Möwengelächter, Frankfurt am Main 2001
- Mehr als Trolle, Eis und Feuer, Hamburg 1997 (übersetzt zusammen mit Gudrun M. H. Kloes)
- Sigurgeir Sigurjónsson: Island, Reykjavík 1994
- Steinunn Sigurðardóttir: Gletschertheater, Reinbek bei Hamburg 2003
- Steinunn Sigurðardóttir: Der gute Liebhaber, Reinbek bei Hamburg 2011
- Steinunn Sigurðardóttir: Herzort, Zürich 2001
- Steinunn Sigurðardóttir: Jojo, Reinbek bei Hamburg 2014
- Steinunn Sigurðardóttir: Die Liebe der Fische, Reinbek bei Hamburg 2006
- Steinunn Sigurðardóttir: Sonnenscheinpferd, Reinbek bei Hamburg 2008
- Steinunn Sigurðardóttir: Der Zeitdieb, Zürich 1997
- Þórarinn Eldjárn: Die glücklichste Nation unter der Sonne, Saarbrücken 2011
- Þórarinn Eldjárn: Im Blauturm, Saarbrücken 2012
- Tolli: YZT, Reykjavík 2004 (übersetzt zusammen mit Hartmut Mittelstädt)
- Viktor Arnar Ingólfsson: Bevor der Morgen graut, Bergisch Gladbach 2006
- Viktor Arnar Ingólfsson: Haus ohne Spuren, Bergisch Gladbach 2007
- Viktor Arnar Ingólfsson: Das Rätsel von Flatey, Bergisch Gladbach 2005
- Viktor Arnar Ingólfsson: Späte Sühne, Bergisch Gladbach 2010